# WWE ECW
ECW е търговска марка на Световната федерация по кеч (WWE) създадена на базата на независимата търговска марка Extreme Championship Wrestling (ECW) (на български: Екстремен шампионат по кеч), датираща в периода 1992-2001 година. Дебютира на 13 юни 2006 г. с телевизионно кеч предаване, което в продължение на четири години било излъчвано по американската кабелна телевизия SyFy.

### Закриване и последици
На 2 февруари 2010 г., председателя на WWE Винс Макмеън обявил, че ECW ще бъде спрян от излъчване и ще бъде заменен с нова седмична програма, в слота си това което Макмеън нарича „следващата еволюция на WWE; следващата еволюция на телевизионната история“. Малко по-късно е обявено, че шоуто ще излъчи своя финален епизод на 16 февруари 2010 г.
На епизода на WWE Superstars от 4 февруари 2010 г., е съобщено и името на новото шоу WWE NXT. С разпускането на кеч предаването са освободени и кечистите.

## Телевизионни персонажи

### Главни фигури
| Орган           | позиция         | Дата на започване | Дата на завършване |
| --------------- | --------------- | ----------------- | ------------------ |
| Пол Хеймън      | Прадставител    | 13 юни 2006       | 4 декември 2006    |
| Армандо Естрада | Главен мениджър | 14 август 2007    | 3 юни 2008         |
| Теодор Лонг     | Главен мениджър | 3 юни 2008        | 7 април 2009       |
| Тифани          | Главен мениджър | 30 юни 2009       | 16 февруари 2010   |

### Коментатори
| Орган          | Начална дата     | Крайна дата      |
| -------------- | ---------------- | ---------------- |
| Таз            | 13 юни 2006      | 15 април 2008    |
| Таз            | 15 април         | 22 юли 2008      |
| Таз            | 29 юли           | 5 август 2008    |
| Мат Страйкър   | 5 август 2008    | 31 март 2009     |
| Мат Страйкър   | 7 април 2009     | настоящ          |
| Байрън Сакстон | 27 октомври 2009 | 16 февруари 2010 |